# Schloss Doorwerth

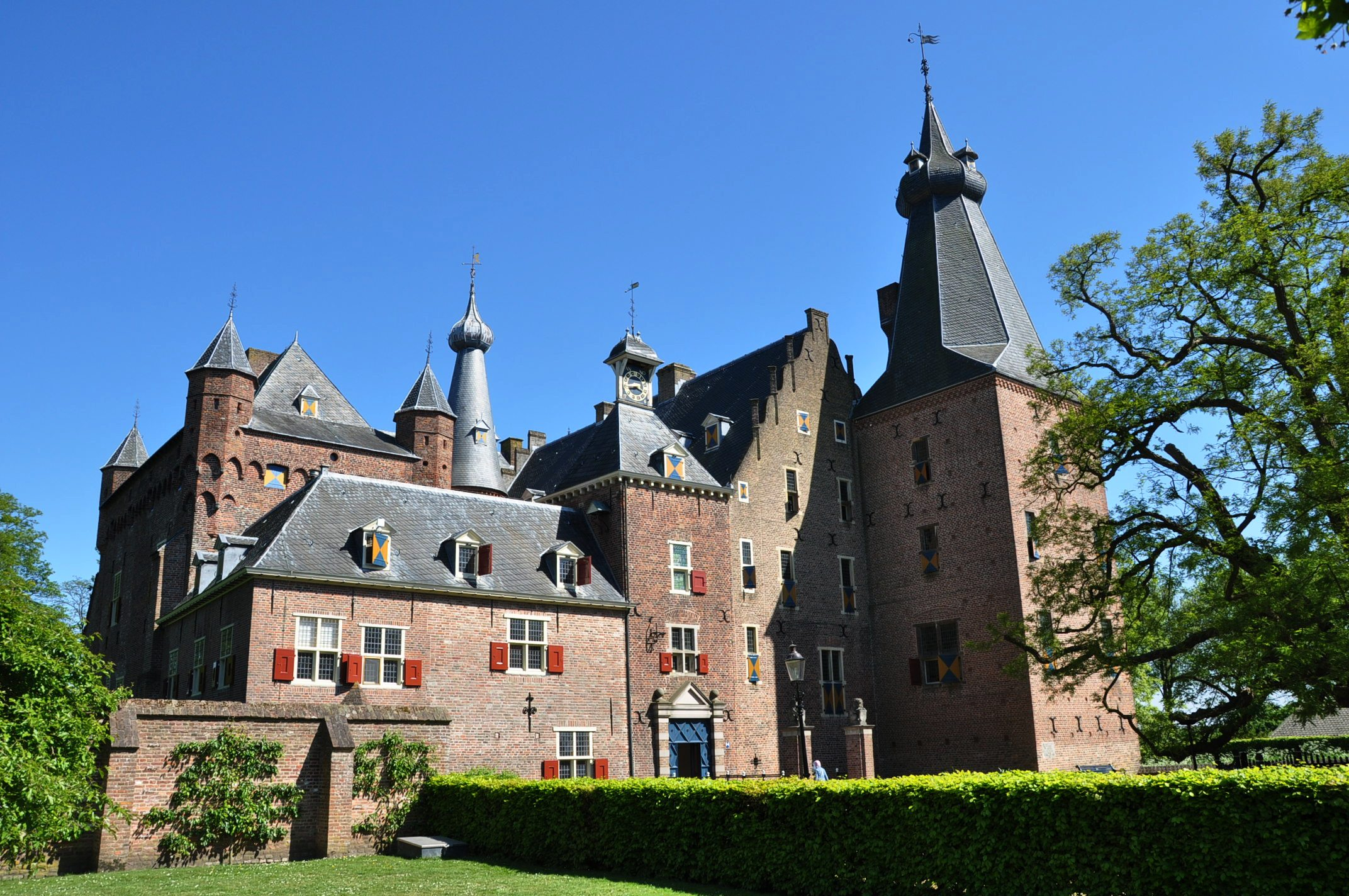
Schloss Doorwerth

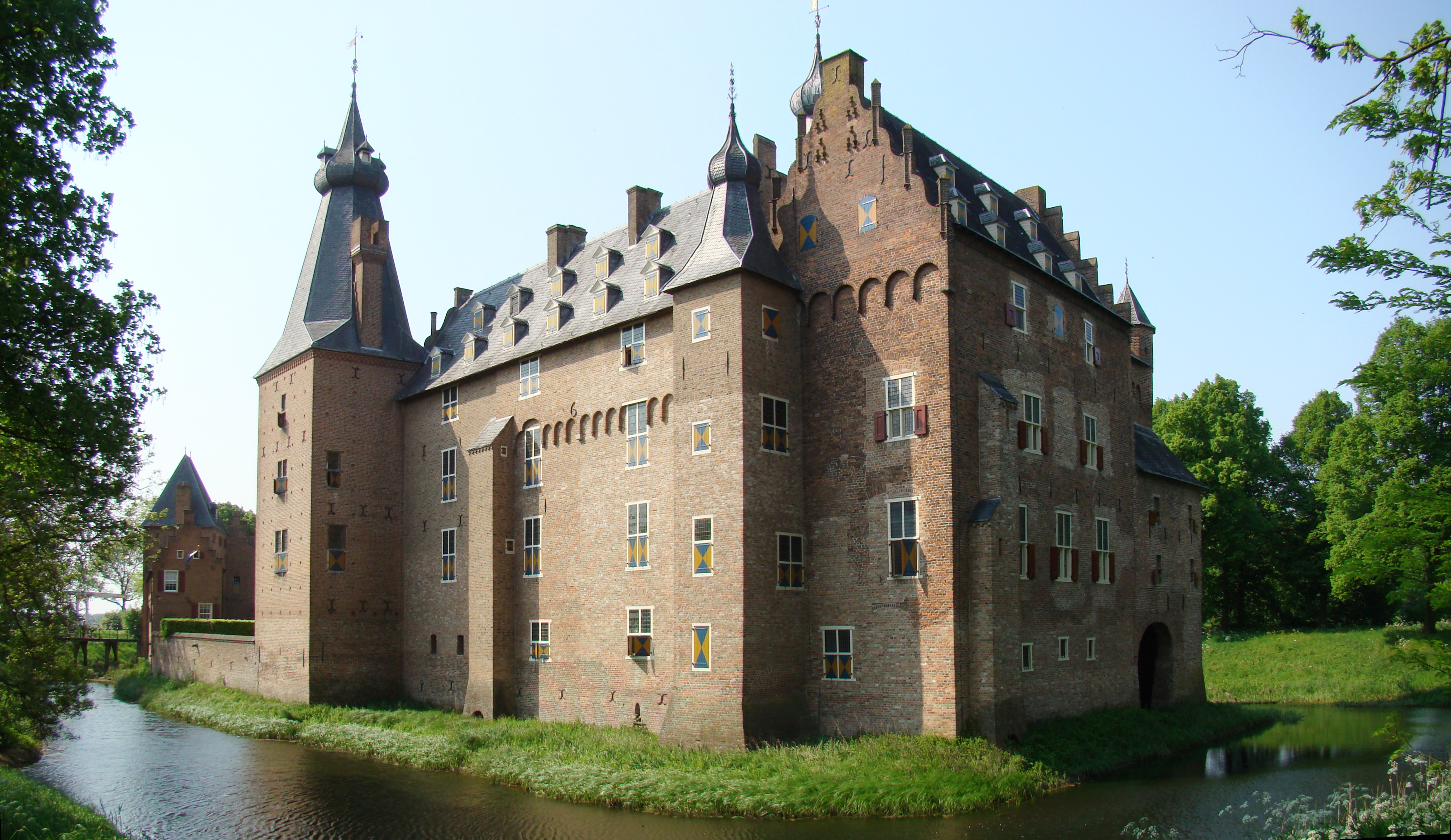
Schloss Doorwerth

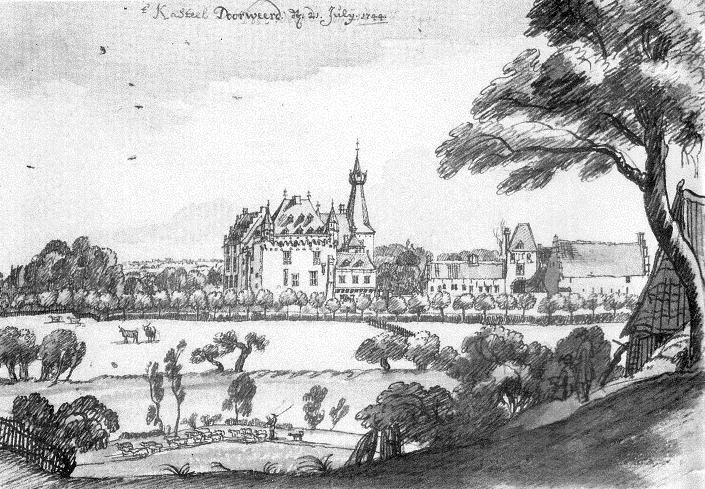
Das Schloss Doorwerth im Jahr 1744 auf einer Zeichnung von Jan de Beijer

Das Schloss Doorwerth steht in den Auen des Rheins auf dem Gebiet der Gemeinde Renkum in der niederländischen Provinz Gelderland. Es geht auf eine mittelalterliche Wasserburg zurück, die im 13. Jahrhundert errichtet wurde. Heute beherbergt das Hauptschloss, das „Nederlands Jachtmuseum“, ein Schlossmuseum und das Museum Veluwezoom.

## Geschichte
Eine Burg am heutigen Ort wurde 1260 erstmals erwähnt, als sie von dem Herrn von Vianen belagert und in Brand gesetzt wurde. Dabei handelte es sich wahrscheinlich um eine Sanktion durch den Grafen von Geldern wegen Raubrittertums des damaligen Burgherrn Berend van Doren Weerd. Bis zum Jahr 1280 ersetzte Berend van Doren Weerd oder sein Sohn Hendric die zerstörte Burganlage durch einen Neubau, der von einem Wassergraben umgeben war. Es handelte sich dabei um einen Wohnturm mit einem etwa 10 × 15 Meter messenden, rechteckigem Grundriss und 1,2 Meter dicken Mauern. Während des 13. Jahrhunderts kam der heutige Südflügel hinzu. 1402 verkaufte Robert van Dorenweerd die Burg dem Grafen Reinald IV. von Geldern und erhielt sie im Gegenzug als geldrisches Lehen zurück.
Während des 15. Jahrhunderts wurde die Burg wahrscheinlich durch den Ritter Reinald van Homoet, der auch Besitzer der Burg Doornenburg war, erweitert. Er ließ sie zu einer Vierflügelanlage mit zentralem Innenhof umbauen.
Seine heutige Form erhielt Doorwerth um 1560 unter Daem Schellart van Obbendorf, dem 15. Herrn von Dorenweerd, und seiner Frau Walrave van Voorst. Lediglich der Bau an der Nordwest-Ecke stammt aus späterer Zeit, ebenso wie das Torhaus der Anlage, das Deam und Walraves Enkel Johann Albrecht um das Jahr 1640 errichten ließ. In diese Zeit fällt auch der Bau der Vorburg in ihrer jetzigen Gestalt und die Anlage eines Deichs, um das Areal vor dem Hochwasser des Rheins zu schützen.
1667 verkauften die Besitzer die Burg aufgrund finanzieller Probleme an den Grafen Anton I. von Aldenburg. Seine Familie nutzte die Anlage nur selten, und so setzte ein allmählicher Verfall der Gebäude ein. Antons Nachfahren verkauften sie 1837 an Jacob Adriaan Prosper van Brakell, der eine vollständige Instandsetzung vornehmen ließ, um das Schloss anschließend als Wohnsitz zu nutzen. Aus dieser Zeit stammt zum Beispiel die Schlosskapelle im Stil der Neugotik. Nach dem Tod seiner Witwe begann aber erneut der Niedergang, der 1910 durch Frederic Adolph Hoefer gestoppt wurde. Der Offizier im Ruhestand kaufte das Anwesen und ließ es bis 1915 restaurieren.
Ende September 1944, im Zweiten Weltkrieg, gab es während der Schlacht um Arnheim auch Gefechte um Oosterbeek. Wehrmachtsoldaten richteten im Schloss unter anderem einen Maschinengewehr-Posten ein.
In der Nacht vom 25. auf den 26. September 1944 wurden etwa 2.400 eingekesselte alliierte Soldaten befreit. Zuvor beschossen britische Truppen das Schloss und die Umgebung massiv.
Das Schloss wurde schwer beschädigt.
Der Wiederaufbau dauerte bis 1983 an und stellte den Zustand des Schlosses wie im 18. Jahrhundert wieder her. Seit 1969 gehört es der Stiftung „Freunde der Schlösser von Gelderland“.